# Acranthera capitata
Acranthera capitata är en måreväxtart som beskrevs av Theodoric Valeton. Acranthera capitata ingår i släktet Acranthera och familjen måreväxter. Inga underarter finns listade i Catalogue of Life.